# Bo Kaspers Orkester
Bo Kaspers Orkester är en svensk pop- och rockmusikgrupp med starka influenser av jazz, bildad 1991. Bandet består av sångaren och gitarristen Bo Sundström, basisten Michael Malmgren, trummisen Fredrik Dahl samt Mats Schubert på piano, klaviatur och gitarr. Gitarristen Lars Halapi var medlem i gruppen fram till 1996. Bo Kaspers Orkester debuterade 1993 med albumet Söndag i sängen, och har sedan dess givit ut ytterligare tio album. Bo Kaspers Orkester räknas som ett av Sveriges och Nordens mest hyllade liveband och bäst säljande artister. De har sålt mer än en och en halv miljon skivor.
Genren som bandet skapat brukar beskrivas som lätt sofistikerad med en blandning av pop, rock, jazz och latinamerikansk musik med svårmod i texter som skildrar vardag och relationer i en modern storstadsmiljö. 1998 vann de en Grammis för 'Årets artist'. En av gruppens mest kända låtar är "I samma bil".

## Historia
Bo Kaspers Orkester bildades 1991. Bandet började som ett husband på en asiatisk krog på Kungsholmen i Stockholm. De fick ett positivt gensvar av besökarna och började skriva fler och fler egna låtar. Bandets musik har sin grund i den svenska musiktraditionen från 1960-talet med bland andra Beppe Wolgers, Svante Thuresson, Monica Zetterlund och Hasse och Tage som medlemmarna alla vuxit upp med. Genom att blanda dessa influenser från jazzigt svenskt 1960-tal med inslag av sampling och en del kubanska tongångar hittade bandet sitt eget sound.
Det jazzinfluerade debutalbumet Söndag i sängen från 1993 blev en framgång och låg tolv veckor på Sverigetopplistan. Med uppföljarna På hotell och Amerika nådde bandet ut till en ännu större publik och båda albumen låg vardera 31 veckor på albumlistan. Efter dessa album hoppade gitarristen Lars Halapi av gruppen och bandet fortsatte som kvartett. 1998 fick gruppen sin största framgång med albumet I centrum som gick upp på albumlistans första plats och totalt låg 51 veckor på listan. Samma år tilldelades gruppen en grammis för "Årets artist". 1999 summerade bandet sina bästa låtar på samlingsalbumet Hittills som också blev en stor framgång med andra plats på albumlistan. Bo Kaspers Orkester var nu etablerade som ett av Sveriges mest populära band och albumen Kaos (2001) och Vilka tror vi att vi är (2003) gick båda upp på albumlistans första plats.
Efter dessa album tog bandet en paus och Bo Sundström gav ut ett soloalbum. Bo Kaspers Orkester återkom 2006 med låten "I samma bil" som blev en av gruppens största framgångar med bland annat sexton veckor på singellistan och albumet Hund som blev etta på albumlistan. Det följdes 2008 av albumet 8 som blev tvåa på albumlistan. 2010 utkom albumet New Orleans som gick direkt in på albumlistans andra plats och toppade listan veckan därpå. 2012 gav Bo Kaspers Orkester ut sitt tionde studioalbum Du borde tycka om mig som blev tvåa på albumlistan. 2015 kom Redo att gå sönder som gick direkt in på albumlistans första plats och därmed blev gruppens sjätte albumetta.
Bo Kaspers Orkester har en stor popularitet i hela Norden med åtskilliga höga placeringar på topplistorna i Norge, Finland och Danmark.
"Allsångsscenen är din: Bo Kaspers Orkester" sändes på svt 7 augusti 2018.

## Medlemmar
Bo Sundström, sång och akustisk gitarr 

Fredrik Dahl, Trummor 

Michael Malmgren, Bas 

Mats Schubert, Piano, Keyboard, Dragspel, Gitarr 

Tidigare medlemmar
Lars Halapi, Gitarr (1991–1996)
Turnémusiker
Robert Östlund, Gitarr, Keyboard, Dragspel 

Jonne Bentlöv, Trumpet 

Björn Jansson, Saxofon
Tidigare turnémusiker
Peter Asplund, Trumpet 1993 - 2008 

Ola Gustafsson Gitarr 

Per "Texas" Johansson, träblåsinstrument

## Diskografi

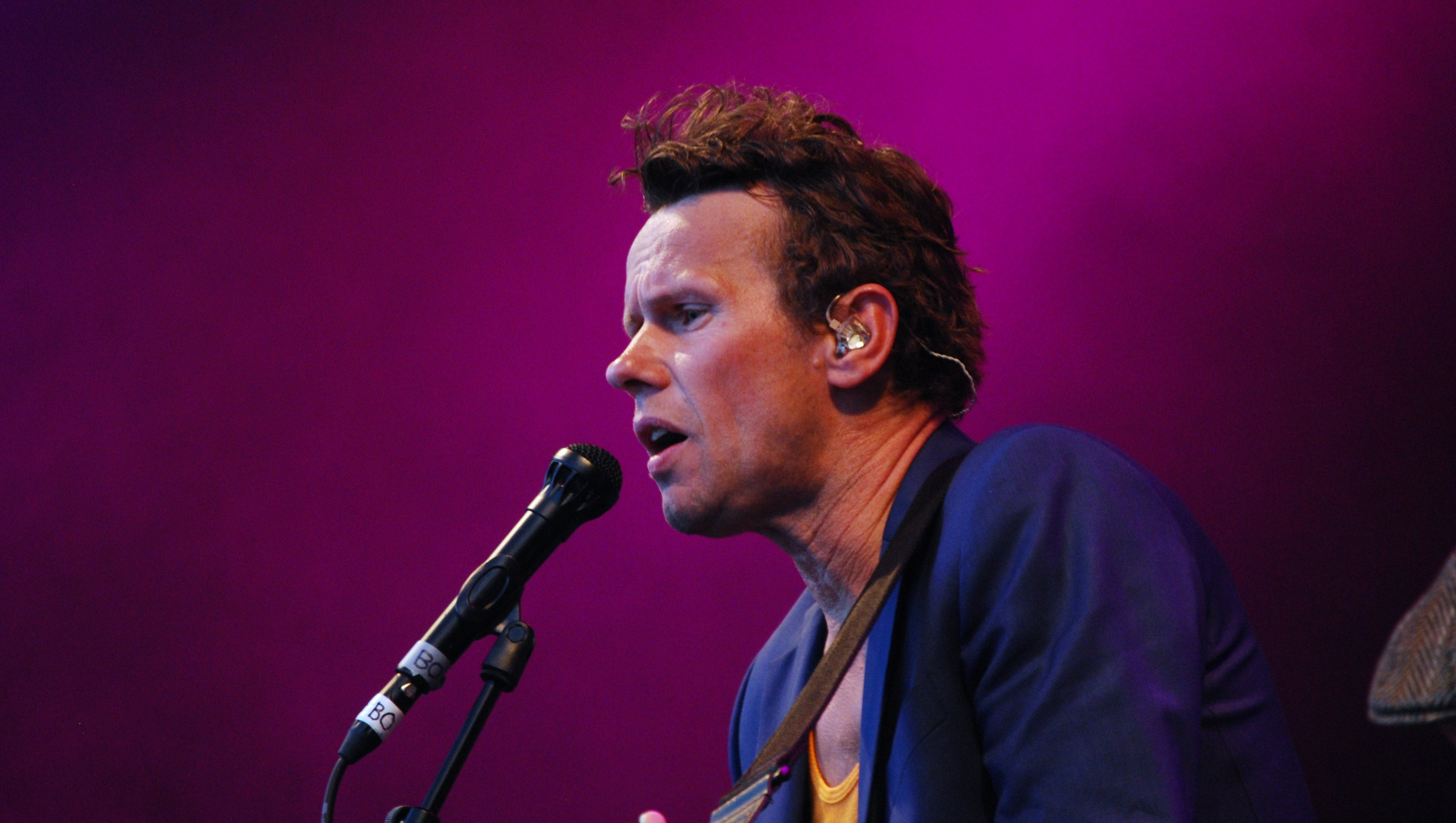
Bo Sundström spelar med Bo Kaspers Orkester i Langesund i juli 2011.

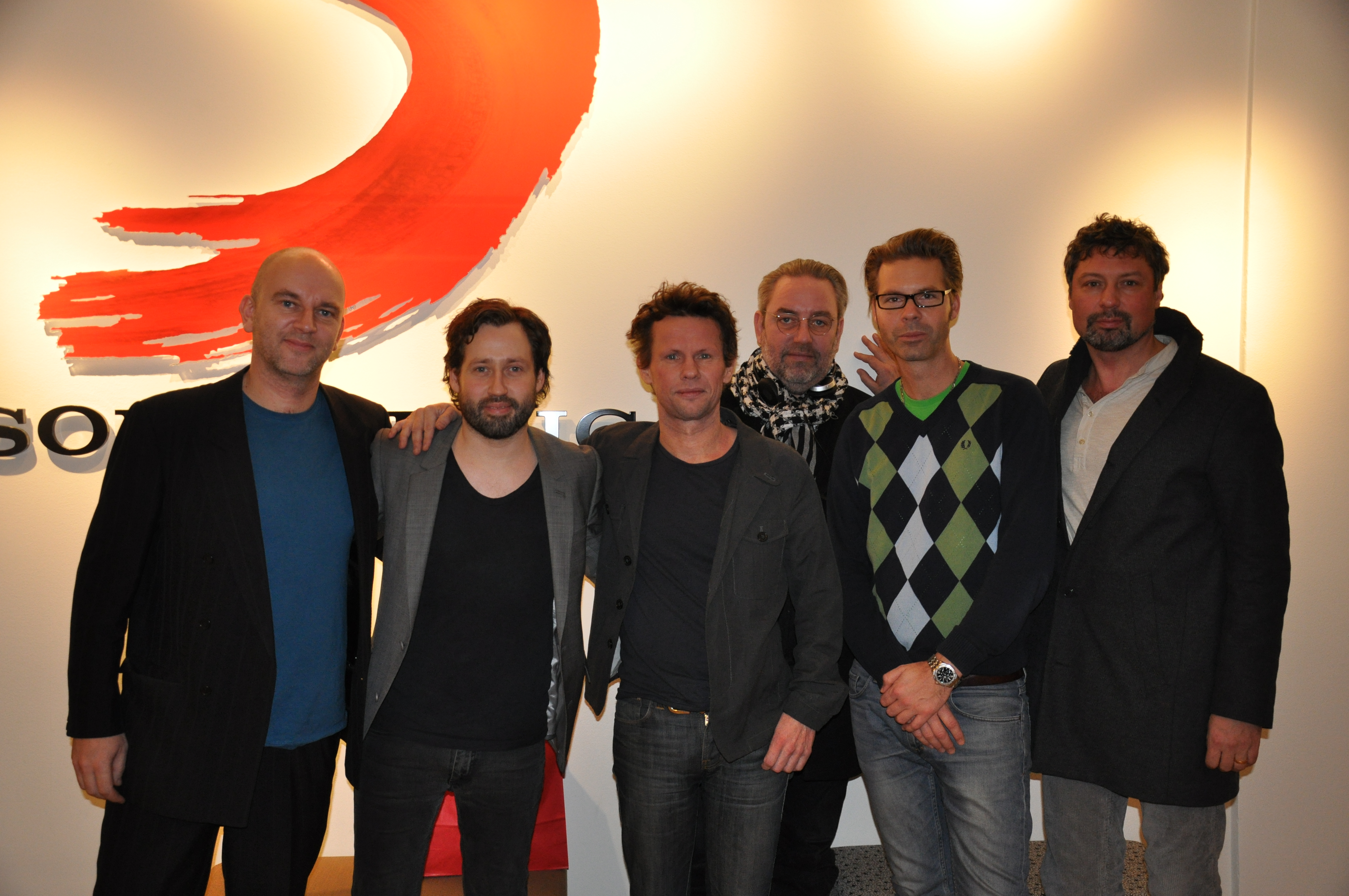
Bo Kaspers Orkester, 2011.

### Studioalbum
- 1993 – Söndag i sängen
- 1994 – På hotell
- 1996 – Amerika
- 1998 – I centrum
- 2001 – Kaos
- 2003 – Vilka tror vi att vi är
- 2006 – Hund
- 2008 – 8
- 2010 – New Orleans
- 2012 – Du borde tycka om mig
- 2015 – Redo att gå sönder
- 2019 – 23:55
- 2021 – I denna mörka vintertid
- 2023 – Landet vi ärvde

### Samlingsalbum
- 1999 – Hittills
- 2000 – You and Me
- 2009 – Samling
- 2013 – Så Mycket Bo Kaspers Orkester

### Videoalbum
- 2004 – Sto-Gbg
- 2007 – Bo Kaspers Orkester Live, Vega Köpenhamn
- 2009 – Bo Kaspers Orkester Live in consert 2009, Göteborgs konserthus

### Singlar
- 1992 – "Det går en man omkring i mina skor"
- 1992 – "Söndag i sängen"
- 1993 – "Köpenhamn"
- 1994 – "Ni bad om det"
- 1994 – "Mindre smakar mer"
- 1994 – "Puss"
- 1994 – "Hon är så söt"
- 1995 – "Ingenting alls"
- 1996 – "Amerika"
- 1996 – "Ett & noll"
- 1997 – "Vi kommer aldrig att dö"
- 1997 – "Önska dig en stilla natt"
- 1998 – "Undantag"
- 1998 – "Semester"
- 1999 – "Allt ljus på mig"
- 2001 – "Ett fullkomligt kaos"
- 2002 – "Människor som ingen vill se"
- 2003 – "Långsamt"
- 2003 – "Dansa på min grav"
- 2006 – "I samma bil"
- 2006 – "En man du tyckte om"
- 2006 – "Hund"
- 2008 – "Innan allt försvinner"
- 2009 – "Intill dig" (med Pauline Kamusewu)
- 2009 – "Vi kommer aldrig att dö" (nyinspelning)
- 2010 – "Låt mig komma in"
- 2015 – "Sommaren"
- 2017 – "En sländas andetag"
- 2019 – "Gud ger ingen allt"